# Herbert Walenn
Herbert Walenn (* 25. Juni 1870; † 1953) war ein britischer Cellist und Musikpädagoge.
Walenn entstammte einer Musikerfamilie. Er war der Bruder des Geigers Gerald Walenn und des Musikers Charles Walenn, der für die Opernkompanie von Gilbert und Sullivan arbeitete. Ein weiterer Bruder war Organist, eine seiner Schwestern Geigerin. Er studierte Cello bei Hugo Becker.
1920 gründete er die London Cello School, die unter dem Patronat von Pablo Casals stand und bis zu seinem Tod 1953 florierte. Zu seinen Schülern zählten u. a. William Pleeth, Zara Nelsova, Jacqueline du Pré, Boris Hambourg und Irvine Robert Laurie Kennedy. Seit 1903 war er Mitglied im Streichquartett seines Bruders Herbert, auch sonst hatte er Auftritte als Kammermusiker, u. a. mit der Geigerin Eldina Bligh (1901). Die Royal Academy of Music vergibt einen Herbert Walenn Cello Prize.